# Ali ben Yusuf (Wattasside)
Pour les articles homonymes, voir Ali ben Yusuf.

`Alî ben Yûsuf succéda à son oncle Abû Zakarîyâ Yahyâ comme vizir et régent watasside du sultan mérinide Abû Muhammad `Abd al-Haqq en 1448. Il est mort en 1458. Le fils de son prédécesseur Yahyâ ben Abî Zakarîyâ Yahyâ lui succéda.

## Biographie
Le Sultan n'a encore que neuf ans lorsqu'`Alî ben Yûsuf prend le poste de vizir et régent du royaume. 
Après la prise de Constantinople par les turcs Ottomans en 1453, le roi du Portugal Alphonse V avait préparé une armée pour le départ en croisade à l'appel du pape Pie II. Il préfère finalement retourner ses forces contre Ksar-es-Seghir un petit port situé entre Tanger et Ceuta. Il parvient à prendre la place (1458).